# Lago Baitone
Il lago Baitone è un lago artificiale situato a una quota di 2281 m nella conca omonima, ai piedi del Corno Baitone, nel massiccio dell'Adamello.
È il più grande dei numerosi laghi che si trovano nella conca del Baitone, una valle sospesa di origine glaciale, tributaria della val Malga, e rappresenta anche il quarto lago più esteso dell'intera val Camonica, superato in estensione dal lago d'Arno, dal lago Pantano dell'Avio e dal lago d'Avio.
Venne chiamato per la prima volta dal barone Luigi Alberto Guiscardo, generale francese e cartografo, "lago di Sonico".
La diga che lo contiene fu realizzata, assieme a parte del notevole impianto idroelettrico ad essa collegato, nel 1930 ed è tuttora utilizzata a tale scopo. Attorno ad essa furono costruite alcune strutture di servizio, tra cui le case in cui risiedevano il guardiano della diga e gli operai dell'Enel per la manutenzione e la gestione dell'impianto. Una di esse, dismessa da alcuni decenni, è stata recuperata e attualmente è sede di un rifugio alpino, il rifugio Baitone.

La diga, del tipo a gravità, è lunga 230 metri e alta 38, con un volume complessivo di 46.600 metri cubi.
Il lago ha diversi immissari, costituiti dai torrenti montani che scendono dalle vette vicine e dagli emissari degli altri laghi che costellano la conca del Baitone. Si tratta di sette laghetti naturali posti a una quota variabile dai 2400 ai 2800 metri (Lago Rotondo, Lago Bianco, Lago Premassone, Lago Verde, Lago Lungo, Lago Gelato Inferiore, Lago Gelato Superiore) di origine glaciale e di dimensioni nettamente minori rispetto al Lago Baitone; traggono a loro volta alimentazione dallo scioglimento estivo delle nevi cadute durante l'inverno sulle vette circostanti, dal momento che nel bacino imbrifero del lago non esistono ghiacciai perenni.
Quando la diga è a regime, le acque in uscita dal lago sono convogliate per mezzo di una condotta sotterranea al Lago Miller (posto ad una quota inferiore) nell'omonima valle. Qualora le paratie dello sbarramento vengano aperte, ad esempio durante operazioni di manutenzione o di svuotamento parziale dell'invaso, le acque in uscita dal lago formano il Rio Baitone che va a confluire nel torrente Remulo.
Il Lago Baitone si può raggiungere esclusivamente a piedi, partendo da Ponte del Guat (1585 m) dove termina la strada asfaltata che risale la Val Malga, e percorrendo il sentiero con segnavia CAI numero 13, che ricalca il percorso di una vecchia mulattiera militare. In alternativa è possibile raggiungere il lago anche mediante l'Alta via dell'Adamello, salendo dal rifugio Gnutti attraverso il caratteristico Passo del Gatto, dove il sentiero è scavato direttamente nella roccia.